# Твер
Твер (на руски: Тверь) (през 1931—1990 Калинин) е град в Русия, административен център на Тверска област, пристанище на река Волга. Населението на града е 419 363 души през 2017 година.

## География

### Разположение
Градът е разположен в централната част на Европейска Русия, на брега на река Волга. Намира се на 167 километра от Москва и на 485 км от Санкт-Петербург.

### Климат
Климатът в Твер е умереноконтинентален (Dfb по Кьопен) с горещо и сравнително влажно лято и дълга студена зима.

## История
Селището е основано през 1135 г. Предишното име на града е било Калинин от 1931 до 1990 г., по името на видния болшевишки и съветски деец Михаил Калинин.

## Култура

### Образование

#### Висши учебни заведения на Твер
- Тверски държавен университет
- Тверски държавен технически университет
- Тверски държавен медицински университет
- Тверска държавна земеделска академия
- Военна академия за аерокосмическа отбрана, наречена на маршал на Съветския съюз Г.К. Жуков

### Паметници
Афанасий Никитин (на русски), Иван Крилов.
Паметник на Салтиков-Щедрин - руски писател, журналист, редактор на списание „Национални бележки“, вице-губернатор на Рязан и Твер.
На площада на филологическия факултет на Тверския държавен университет има паметник на Кирил и Методий.
Пред сградата на Военната академия на площад Слава има паметник на Г. К. Жуков - създаден по инициатива на Академията през 1995 г.
На улица Трехсвятская е монтиран бюст на народния артист на СССР, певец Лемешев.
Паметник на Михаил Круг, автор-изпълнител на руския шансон, под формата на фигура на певец, седнал на пейка с китара на булевард Радищев.
Паметникът „Споразумение на хиляди“ («Договор тысяч») е издигнат през 1982 г. в памет на социалистическия конкурс, обявен в Твер през 1929 г. между екипите на девет текстилни предприятия, с общо около 58 хиляди служители. Скулптурната композиция е изработена от бронз, на авеню Калинин.
Паметник на жертвите на политически репресии,
Паметник на ликвидаторите на аварията в Чернобил,
Паметник-стела „Град на военна слава.“

## Икономика
Твер произвежда 40 % от промишлената продукция на областта. Основните отрасли са машиностроенето, химическата и леката промишленост. В него работят 2 големи полиграфически комбината, има предприятия в строителната и хранителната промишленост (месокомбинат).
Градът е крупен железопътен център на линията Москва – Санкт-Петербург. В Твер действа само един вид обществен транспорт – автобус.

## Градове, побратимени с Твер
- Безансон, Франция
- Бергамо, Италия
- Бъфало, САЩ
- Велико Търново, България
- Инкоу, Китай
- Капошвар, Унгария
- Люблин, Полша
- Оснабрюк, Германия
- Хмелницки, Украйна
- Хямеенлина, Финландия

## Личности, свързани с Твер
- Фьодор Достоевски
- Йосиф Гурко
- Юрий Долгорукий
- Нил Попов
- Андрей Туполев
- Александър Невски
- Николай Карамзи
- Дария Клишина